# Іржавецька сільська рада (Носівський район)
Іржа́вецька сільська́ ра́да — адміністративно-територіальна одиниця та орган місцевого самоврядування в Носівському районі Чернігівської області. Адміністративний центр — село Іржавець.

## Загальні відомості
Іржавецька сільська рада утворена у 1992 році.
- Територія ради: 43,75 км²
- Населення ради: 551 особа (станом на 2001 рік)

## Населені пункти
Сільській раді були підпорядковані населені пункти:
- с. Іржавець

## Склад ради
Рада складалася з 12 депутатів та голови.
- Голова ради: Бруй Тетяна Миколаївна
- Секретар ради: Зубенко Любов Степанівна

### Керівний склад попередніх скликань
| Прізвище, ім'я, по батькові  | Основні відомості                                                                                                | Дата обрання | Дата звільнення |
| ---------------------------- | --- | ------------ | --------------- |
| Тищенко Тамара Олександрівна | Сільський голова, 1965 року народження, член Народної партії                                                     | 26.03.2006   | 31.10.2010      |
| Бруй Тетяна Миколаївна       | Сільський голова, 1966 року народження, освіта середня спеціальна, член Всеукраїнського об'єднання «Батьківщина» | 31.10.2010   |                 |

Примітка: таблиця складена за даними сайту Верховної Ради України

### Депутати
За результатами місцевих виборів 2010 року депутатами ради стали:

#### За суб'єктами висування
| Суб'єкт висування | Кількість обраних депутатів | %    |
| ----------------- | --------------------------- | ---- |
| Партія регіонів   | 10                          | 83,3 |
| Народна партія    | 1                           | 8,3  |
| Самовисування     | 1                           | 8,3  |

#### За округами
| № округу        | Прізвище, ім'я, по батькові    | Дата визнання обраним | Освіта             | Партійна приналежність | Відомості про обраного депутата                                            |
| --------------- | ------------------------------ | --------------------- | ------------------ | ---------------------- | -------------------------------------------------------------------------- |
| Народна Партія  |                                |                       |                    |                        |                                                                            |
| 8               | Цуприк Андрій Сергійович       | 02.11.2010            | вища               | член Народної партії   | Іржавецьке лісництво, лісничий                                             |
| Партія регіонів |                                |                       |                    |                        |                                                                            |
| 1               | Зубенко Сергій Миколайович     | 02.11.2010            | вища               | позапартійний          | Іржавецьке відділення Носівського управління газового господарства, слюсар |
| 2               | Шимончук Віктор Олексійович    | 02.11.2010            | вища               | позапартійний          | Носівський цукровий завод, бригадир будівельної бригади                    |
| 3               | Підчасюк Світлана Віталіївна   | 02.11.2010            | середня спеціальна | позапартійна           | тимчасово не працює                                                        |
| 5               | Моісєєва Валентина Савівна     | 02.11.2010            | середня спеціальна | член Партії регіонів   | ПП «Шеремет», продавець                                                    |
| 6               | Марчук Людмила Михайлівна      | 02.11.2010            | вища               | позапартійна           | Іржавецька загальноосвітня школа І-ІІ ст., вчитель початкових класів       |
| 7               | Власенко Дмитро Данилович      | 02.11.2010            | вища               | позапартійний          | Іржавецька загальноосвітня школа І-ІІ ст., директор                        |
| 9               | Супрун Микола Юхимович         | 02.11.2010            | середня            | член Партії регіонів   | пенсіонер                                                                  |
| 10              | Василенко Валентина Миколаївна | 02.11.2010            | середня            | член Партії регіонів   | тимчасово не працює                                                        |
| 11              | Тищенко Роман Віталійович      | 02.11.2010            | вища               | позапартійний          | приватний підприємець                                                      |
| 12              | Калинка Алла Іванівна          | 02.11.2010            | середня            | позапартійна           | Іржавецька сільська бібліотека, бібліотекар                                |
| Самовисування   |                                |                       |                    |                        |                                                                            |
| 4               | Зубенко Любов Степанівна       | 02.11.2010            | середня            | позапартійна           | СЗАТ агрофірма «Іржавецька», касир                                         |